# تومي جونز (لاعب كرة قدم بريطاني)
تومي جونز (بالإنجليزية: Tommy Jones)‏ (11 أبريل 1930 بليفربول في المملكة المتحدة - 5 يونيو 2010) هو لاعب كرة قدم بريطاني في مركز الدفاع. لعب مع نادي إيفرتون.

## وصلات خارجية
- تومي جونز على موقع قاعدة بيانات كرة القدم.إي يو (الإنجليزية)